# Siège régional de Fabrimétal
La siège régional de Fabrimétal est un immeuble de bureaux située dans le quartier de la Ville-Basse en rue de Marcinelle à Charleroi (Belgique). Il a été construit en 1946 par l'architecte Joseph André (architecte) pour la fédération des industries métallurgiques Fabrimétal.
Aujourd'hui, les locaux sont utilisés par la Direction des Voies hydrauliques de Charleroi du Service Public de Wallonie,.

## Architecture
Ce bâtiment, conçu par l'architecte Joseph André en 1946, a été construit sur un terrain trapézoïdal, complétant ainsi l'ilôt formé par la rue de Marcinelle et le boulevard Tirou. Le bâtiment se trouve sur quatre niveaux au-dessus du sol et au sous-sol, éclairé sur trois façades. Sa forme permet d'aménager les locaux techniques au centre et la passerelle vers les bureaux et les salles de réunion. Le volume recouvert de brique rouge est finement travaillé. Elle présente des coins courbes finement décorés de bas-reliefs avec une disposition régulière des fenêtres. L'entrée dans la rue de Marcinelle est marquée par la cage d'escalier courbe et en surplomb. Dans le pignon, les fenêtres du premier et du deuxième étage sont encadrées ensemble, reliées par un bandeau de béton et décorées de deux bas-reliefs héraldiques. L'entrée vers le boulevard Tirou est plus riche, avec un bas-relief au-dessus de l'entrée et la porte a des décorations métalliques.

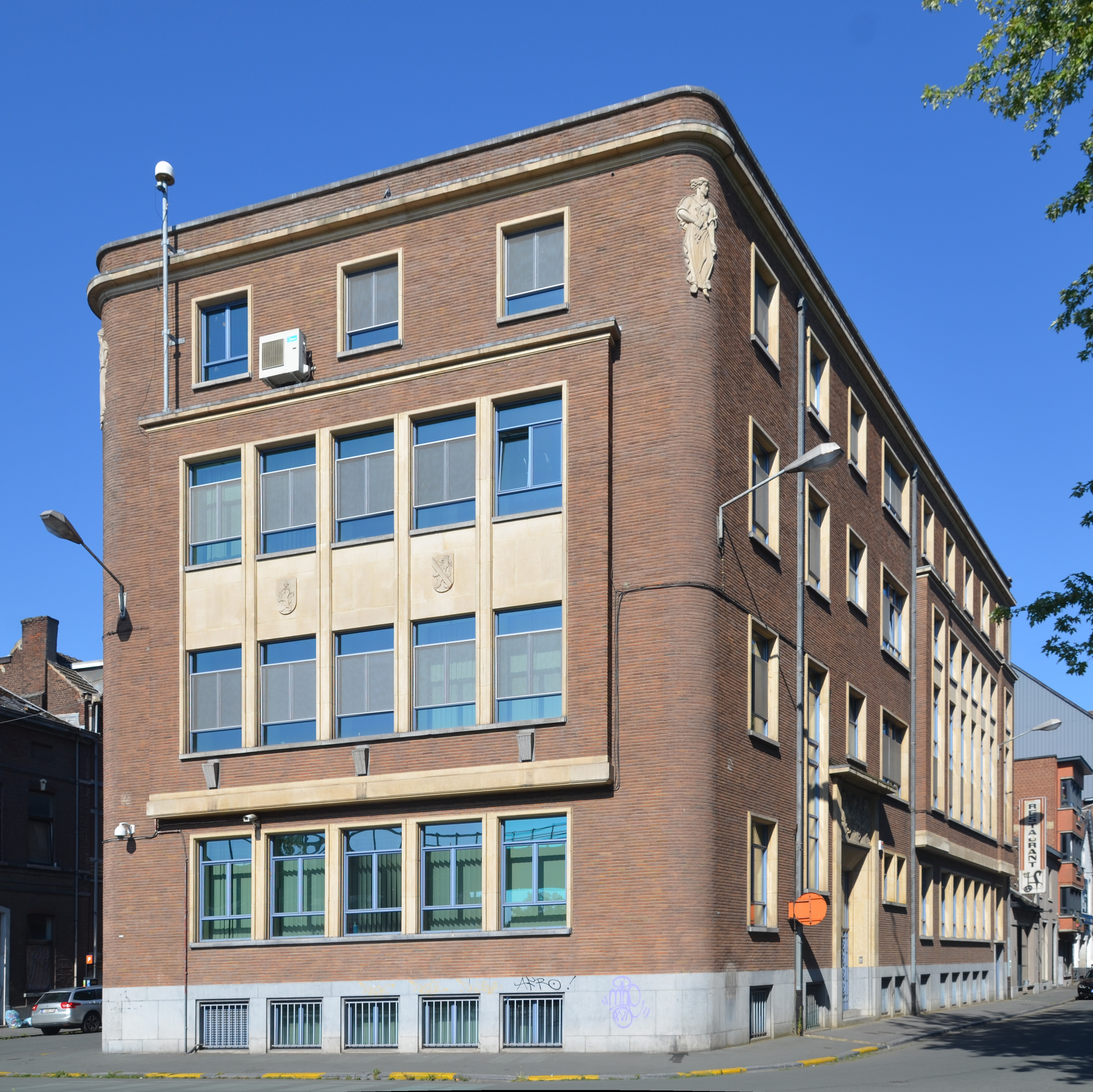
Vue transversale depuis le boulevard Tirou.
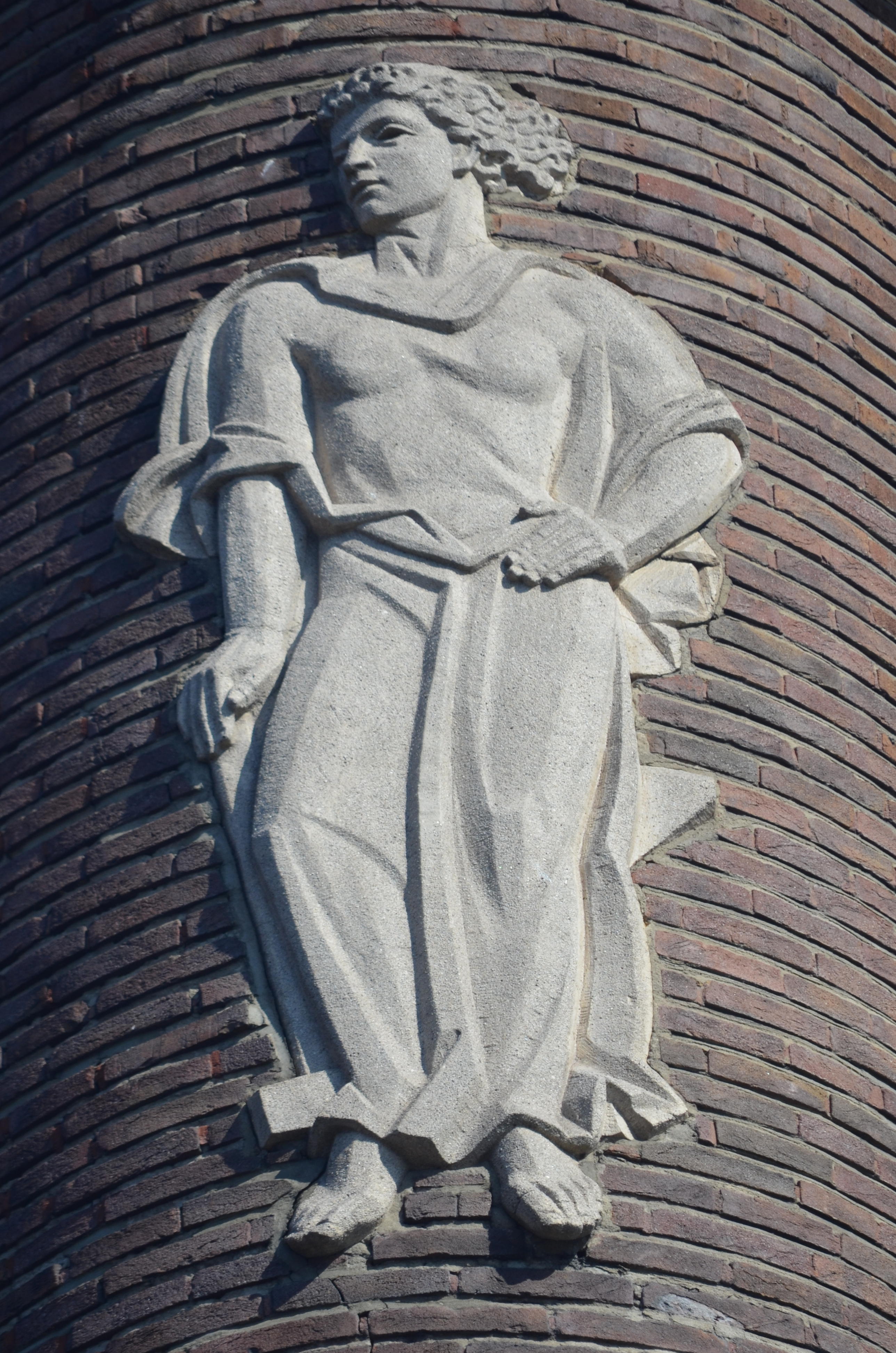
Bas-relief à l'angle de la rue de Marcinelle et du boulevard Tirou.
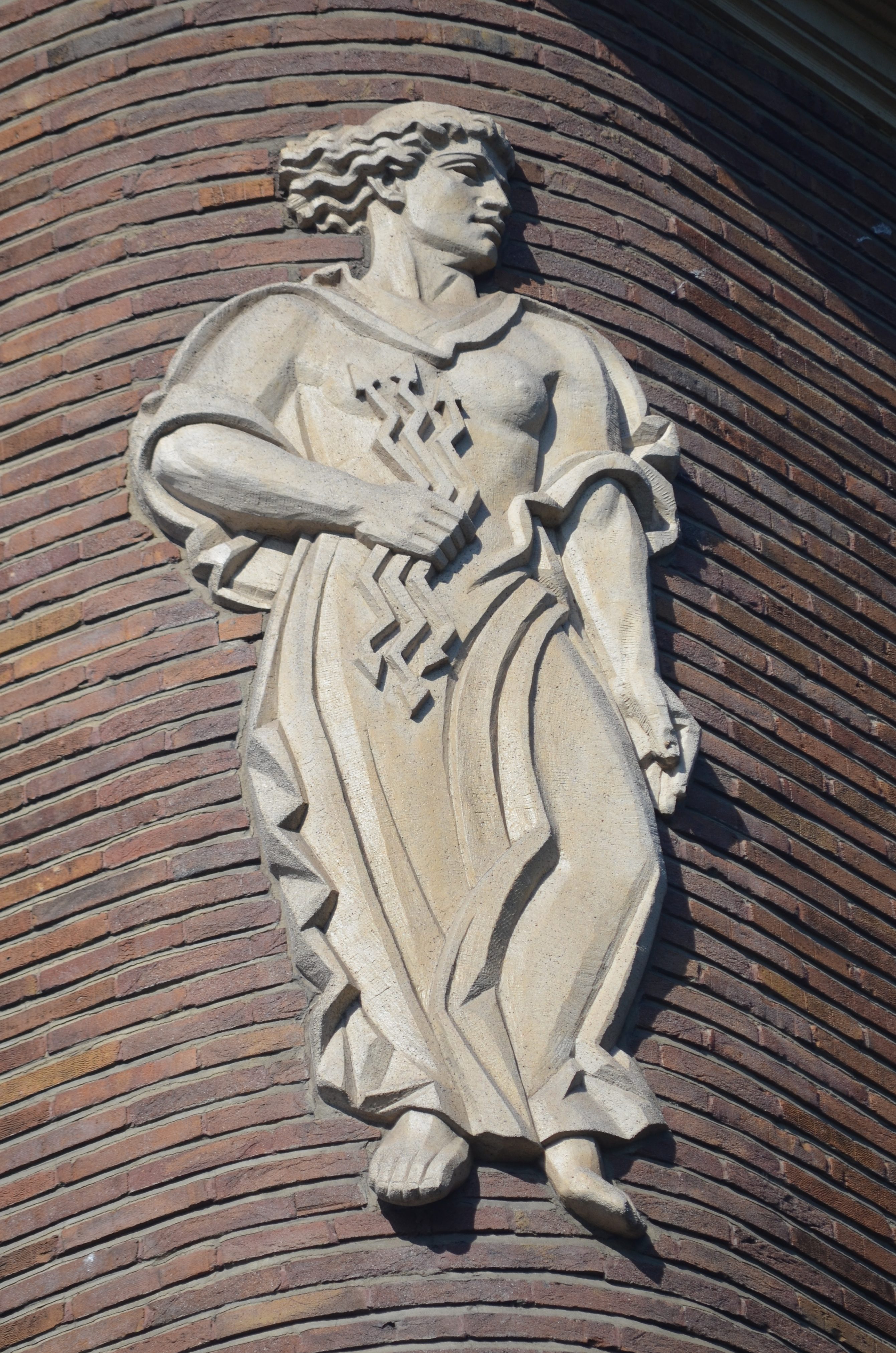
Bas-relief à l'angle du boulevard Tirou.
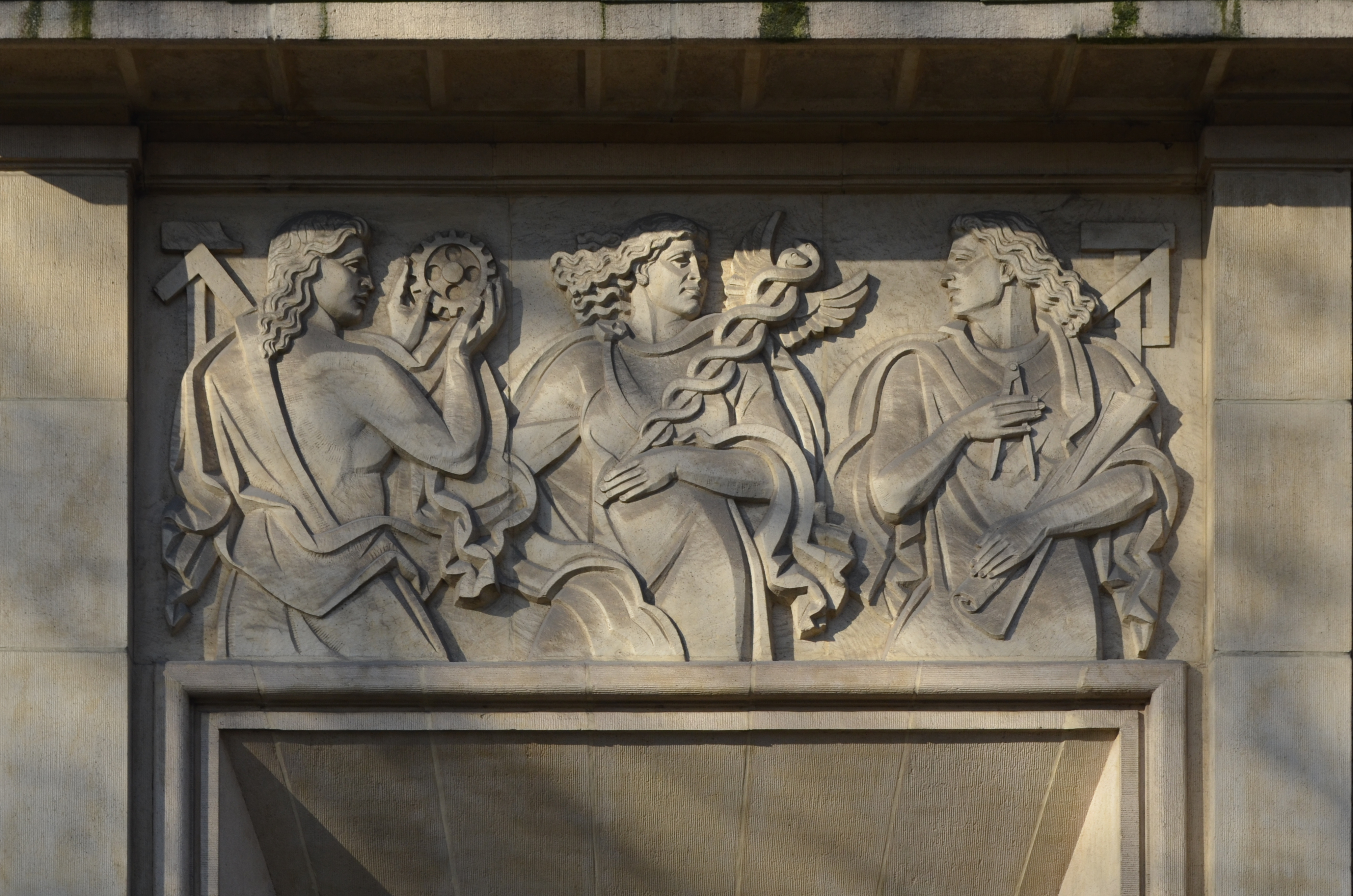
Bas-relief qui caractérise l'entrée sur le boulevard Tirou.
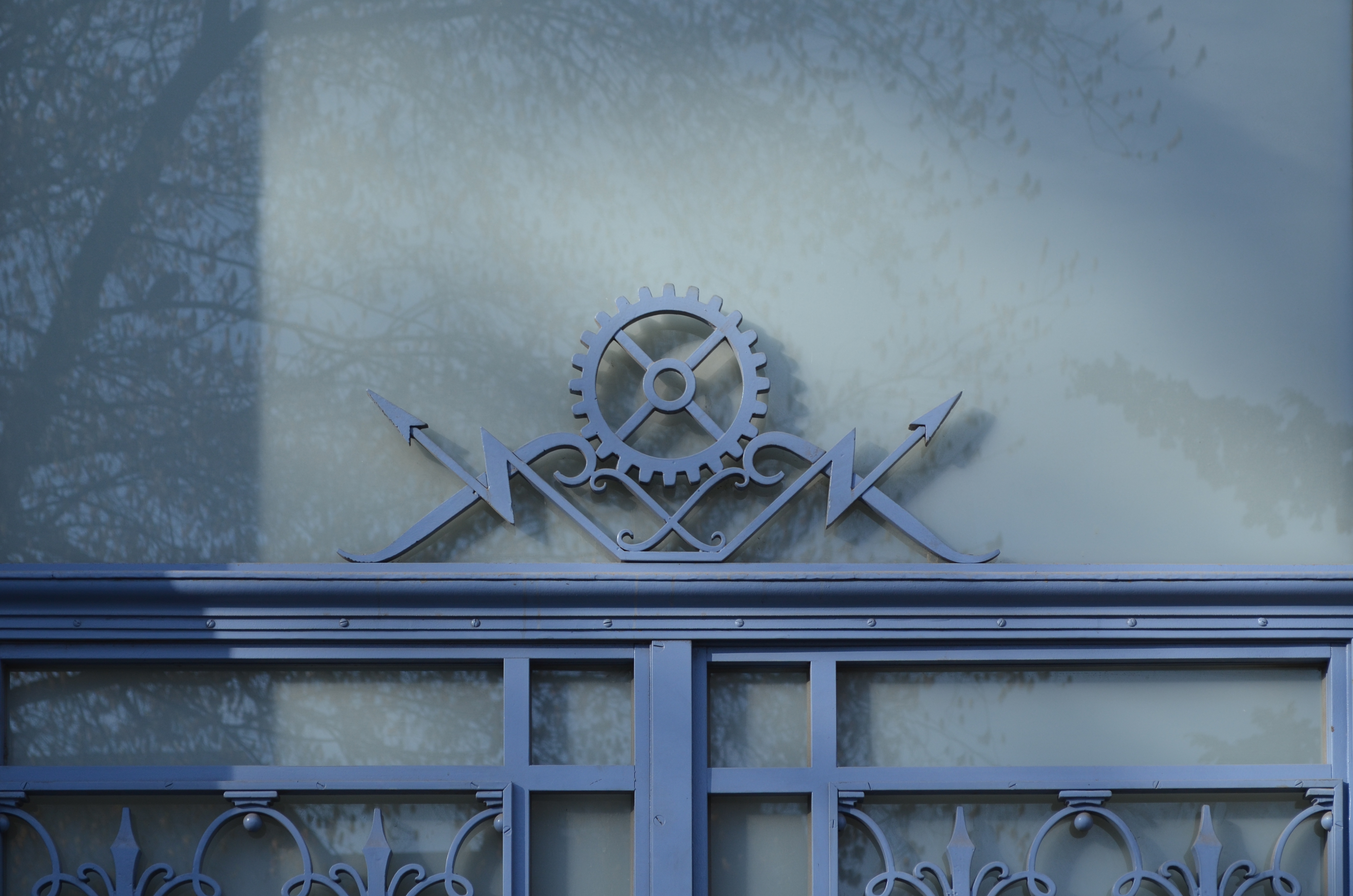
Décoration en métal de la porte d'entrée sur le boulevard Tirou.